# Cheyenne (Wyoming)
Cheyenne Wyoming állam székhelye és egyben legnagyobb városa az Amerikai Egyesült Államokban, továbbá Laramie megye központja. Lakosainak száma 65 132 fő (2020. április 1.).

## Történelem
1867. július 4-én Grenville M. Dodge tábornok elfoglalta a területet, ugyanis ez a hely volt kijelölve a Union Pacific új vonalának végállomásaként. 1867. november 13-án adták át a forgalomnak a vasútvonalat, aminek következményeként több mint négyezer ember települt a városba. Az újonnan betelepültek igen hamar találtak olyan munkákat, amelyek korábban errefelé ismeretlenek voltak: szerencsejátékos, szalontulajdonos, tolvaj, prostituált, cowboy (még ma is megtalálhatók, és erősen nyomot is hagytak), bányász, vasútépítő, üzletember, illetve katona. Később a vasút továbbterjeszkedett Wyoming belső területeire, és ezzel együtt nőtt a város lakossága is.

## Földrajz és klíma
Cheyenne az állam délkeleti részében fekszik, közel az államhatárhoz. A város teljes területe 54,9 km².
Éghajlata hideg, félszáraz. Az évi átlaghőmérséklet 13,9 °C. A nyár kellemesen meleg, a tél viszont kimondottan hideg. Az éves csapadékmennyiség 392 mm, míg az éves hómennyiség 1300 mm (utóbbiból a legtöbb március-áprilisban esik). Az eddig mért rekord hideg -39 °C, a rekord meleg pedig 38 °C volt.

## Demográfia
A 2000-es népszámláláskor a város lakossága 53 011 fő (az elővárosokkal együtt 81 607 fő) volt. A városban 22 324 háztartás és 14 175 családi ház volt található. A népsűrűség 969,6 fő/km². A faji megoszlás terén a lakosság 88,11%-a fehérbőrű, 2,78%-a afro-amerikai, 0,81%-a indián, 1,06%-a ázsiai, 0,11%-a hawaii, további 7,13%-a pedig egyéb, két vagy több rasszból való. A spanyolajkúak a lakosság 12,54%-át tették ki.
A 22 324 háztartás 30,4%-ában volt 18 évnél fiatalabb gyermek. A lakosság 49,2%-a élt házasságban; 10,6%-a gyermekét egyedül nevelő nő, és további 36,5%-a nem volt családos. Egy átlagos család 3 főből állt.
A város lakosságának 24,9%-a 18 éves vagy fiatalabb, 8,8%-a 18 és 24 év közötti, 29,7%-a 25 és 44 év közötti, 22,8%-a 45 és 64 év közötti, 13,8%-a pedig 65 éves vagy idősebb. Az átlag életkor 37 év volt. Minden 100 nőre átlagosan 95,3 férfi jutott (a 18 éven aluliaknál ez a szám 92,7).
Egy átlagos háztartás átlagjövedelme 38 856, egy átlagos családé 46 771 dollár. A férfiak közel harmadával kerestek többet mint a nők (a férfiak átlagkeresete 32 286, mígy a nőké 24 259 dollár). A teljes lakosság 8,8%-a él a létminimum alatt (16,9%-uk 18 évnél fiatalabb vagy 65 évnél idősebb).

## Gazdaság
A város erős gazdaságát elsősorban a Union Pacificnek köszönheti, ami mindamellett, hogy rengeteg embert foglalkoztat, a szállítmányozás kérdését is megoldja. Emellett a város nyugati részén található félkatonai repülőtér számos repülőgépnek ad otthont, amelyek a hadsereghez és a Nemzeti Gárdához tartoznak.
A város a gazdasági válság miatt lépéseket tett a gazdaság stabilizálásnak megőrzése érdekében, melynek következményeként megnyílt a városban az első Walmart áruház.
Cheyenne nagy tengerszint feletti magasságának köszönhetően az Amerikai Egyesült Államok legszelesebb helye, és ezt a város illetve a megye ki is használja. Egész Laramie megye tele van szélerőművekkel. Mindez az oktatásra is jó hatással van, hiszen a Laramie County Community College csak a szélerőművek miatt külön olyan szakembereket is képez, akik képesek fenntartani ezeket az erőműveket.
A Great Lakes Airlines és a Taco John's székhelye Cheyenne.

## Közlekedés

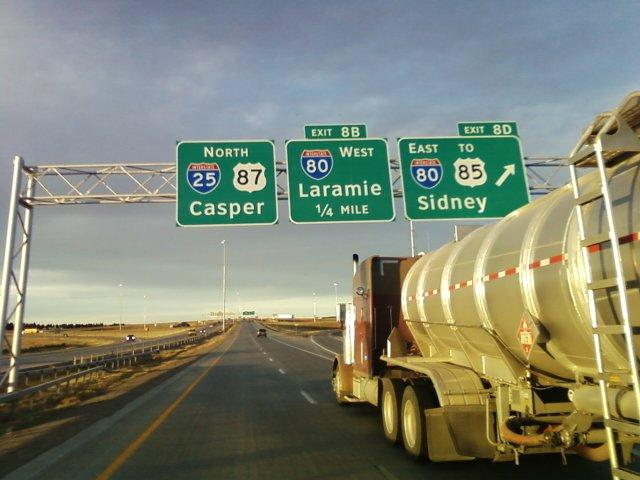
Az I-25-ös 8-as számú kijárata

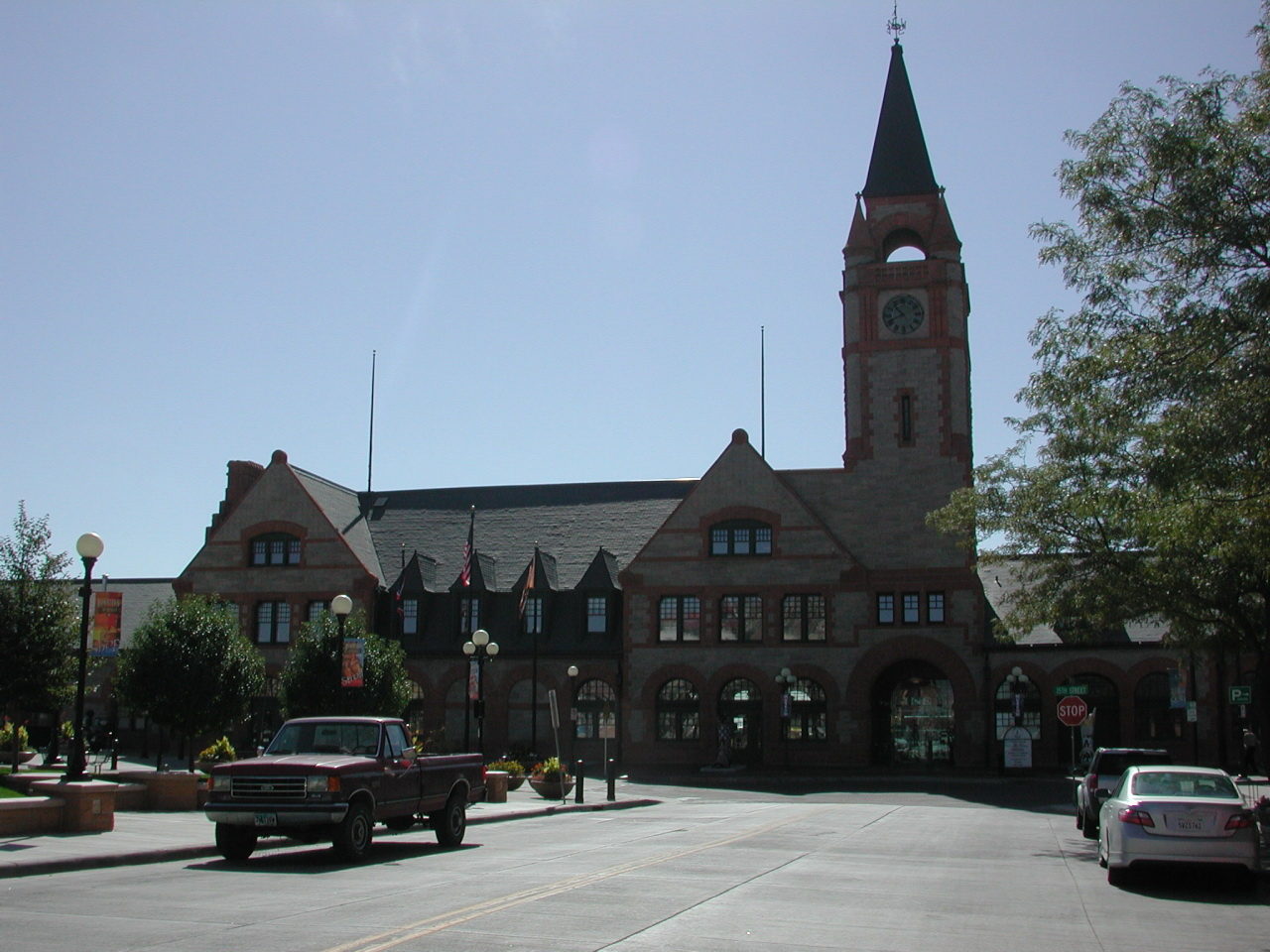
A Union Pacific volt kocsiszíne, ma múzeumként üzemel

### Közúti
- I-25

Észak-dél irányú (Új-Mexikótól - Buffalóig)
- I-80

Kelet-nyugat irányú (Kaliforniától New Jersey-ig)
- Szövetségi autópályák:
- Állami autópályák:

### Vasúti
A városon áthaladó vasútvonalon a BNSF és a Union Pacific közlekedtet vonatokat. Az 1990-es évek vasúti reformjának köszönhetően ma már csak teherszállításra használják.
A Union Pacific korábbi depója egy teljes átépítés következtében ma már múzeumként üzemel, bemutatva a vasút fejlődését és annak fontosságát a városra és az egész államra nézve.

### Légi
A város repülőtere a Jerry Olson Field, melyet elsősorban kisebb magán- és katonai gépek használnak. Utasforgalma alacsonynak mondható. Napi három járatpárt üzemeltet Denverbe a Great Lakes Airlines. Korábban az American Airlines is közlekedtetett napi két járatpárt a Dallas/Fort Worth nemzetközi repülőtérre, ám az alacsony utasforgalom miatt egy év múlva megszüntették.

### Tömegközlekedés
A városon belüli tömegközlekedés a Cheyenne Transit Program (CTP) keretében valósul meg autóbuszokkal, amelyet a városvezetés felügyel. A CTP 6 útvonalat üzemeltet, melyeken a járatok hétköznap és szombaton közlekednek (hétköznap reggel 6 és este 7 óra, szombaton délelőtt 10 és délután 5 óra között) óránként. A 6 fix útvonal mellett úgynevezett taxivonalak is léteznek. Egy út ára 1 dollár.
A városon áthaladó tömegközlekedésben a Black Hills Stage Lines játszik döntő szerepet. Napi 3 járat érinti Cheyennet, melyből kettő Sheridanig, egy pedig Gillette-ig közlekedik; mindhárom déli végállomása Denver.

## Látnivalók

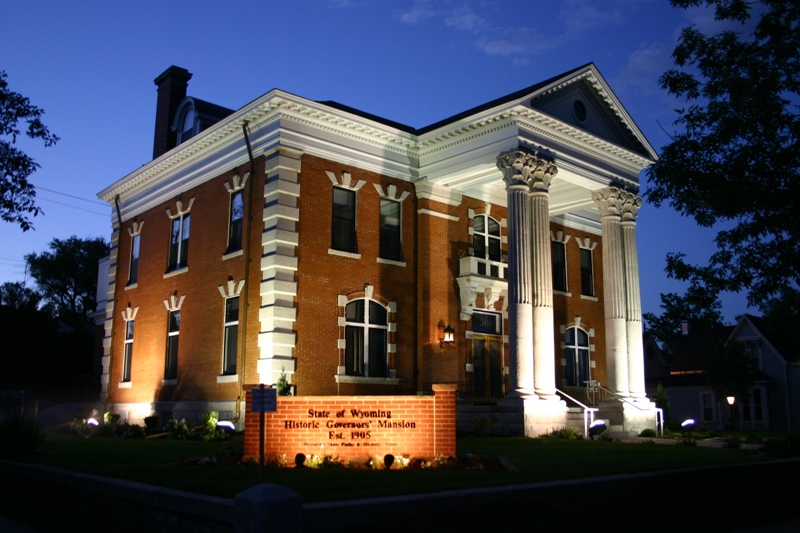
A volt kormányzói épület

- Wyoming Állami Kapitólium
- Cheyenne Botanikus Kert
- Atlasz Színház
- Union Pacific kocsiszín
- Első egyesült metodista templom
- Szent Márk templom
- Szűz Mária katedrális
- Cheyenne High School
- Storey Gymnasium
- Kormányzói épület

### Cheyenne Frontier Days
A Cheyenne Frontier Days az Amerikai Egyesült Államok legnagyobb szabadtéri rodeója, amit minden évben, július utolsó hetében rendeznek. Az egy héten át tartó rendezvény mellett számos kisebb program, kirakodóvásár és karneváli hangulat található a városban. Minden este egy-egy neves (country) együttes/énekes ad koncertet; 2010-ben többek között a Kiss is fellépett.

## Testvérvárosok
- Egyesült Államok, Észak-Dakota, Bismarck
- Egyesült Államok, Kalifornia, Lompoc
- Egyesült Államok, Hawaii, Waimea
- Franciaország, Lourdes
- Tajvan, Tajcsung
- Tunézia, Hammam Sousse

## Híres szülöttek és lakosok
- Tom Horn – ügyvéd, katona, magánnyomozó
- Vernon Baker – a Medal of Honor kitüntetettje
- Shirley E. Flynn – cheyenne-i történész és író
- John Godina – olimpiai bajnok lövő
- Curt Gowdy – sportriporter
- James Johnson – a Chicago Bulls játékosa
- William T. Kane – tudós
- Charles E. Richardson – újságíró
- Robert Schliske – republikánus politikus, a Laramie County Community College megalapítója
- Dorothy Schwartz – hegedűvirtuóz
- Joseph D. Selby – republikánus politikus, bíró
- Larry D. Shippy – republikánus politikus, a Cheyenne Frontier Days fővédnöke

## Média
- Helyi tv-csatornák: KCDO (jogtulajdonos: RTV), KGWN (jogtulajdonos: CBS), KWYP (nyilvános csatorna), KCHY 13 (jogtulajdonos: NBC), K14LV 14 (jogtulajdonos: TBN), KLWY (jogtulajdonos: Fox), KQCK (jogtulajdonos: VasalloVision), KMAH 39 (jogtulajdonos: COR), KDEV 40 (független csatorna), KKRR 45 (független csatorna), K49AY 49 (jogtulajdonos: ALMA)
- Helyi rádióállomások: KAIX, KARS, KAZY, KCGY, KFBC, KGAB, KIGN, KIMX, KJAC, KJUA, KKPL, KLEN, KMAX-FM, KOLT-FM, KOLZ, KPAW, KRAE, KRAN, KRND, KRQU, KRRR, KSME, KUAD, KUSZ, KUWL, KUWR, KUWY, KWYC, KXBG
- Helyi napilap: Wyoming Tribune Eagle

## Érdekességek
- Gyakran hívják Cowboy Citynek is.
- A polgármestert közvetlenül, míg a kilenctagú városi tanácsot közvetve választják.

## Galéria

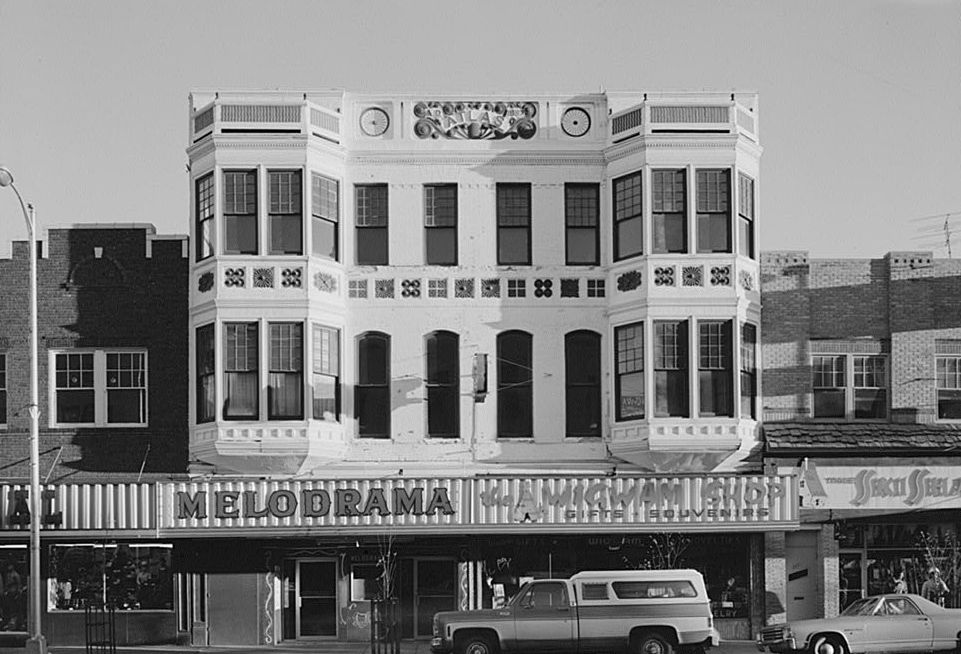
Az Atlasz Színház 1974 októberében
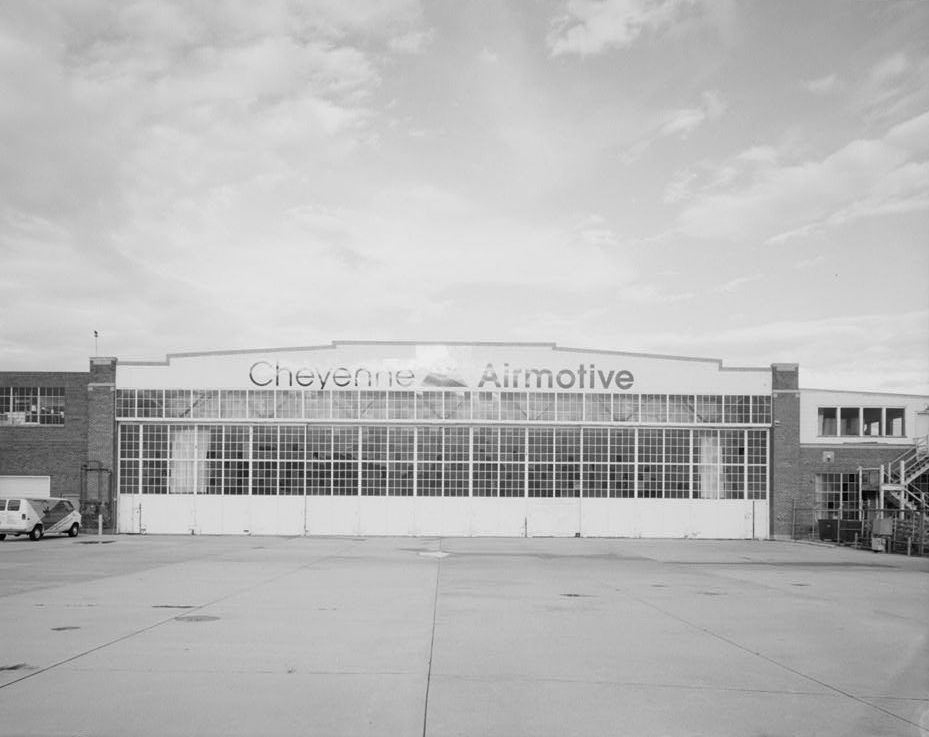
A Boeing-United Airlines hangárja 1988 szeptemberében
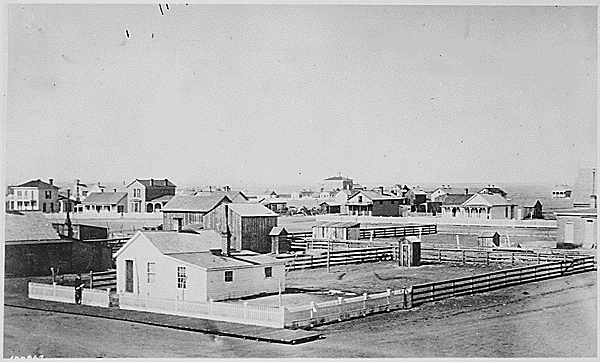
Cheyenne 1876-ban
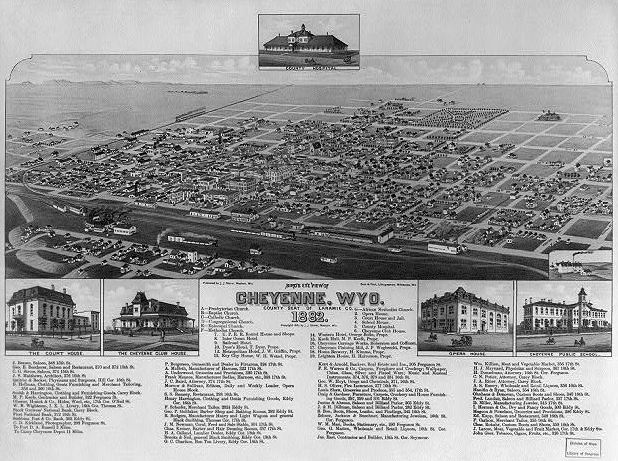
Cheyenne 1882-ben
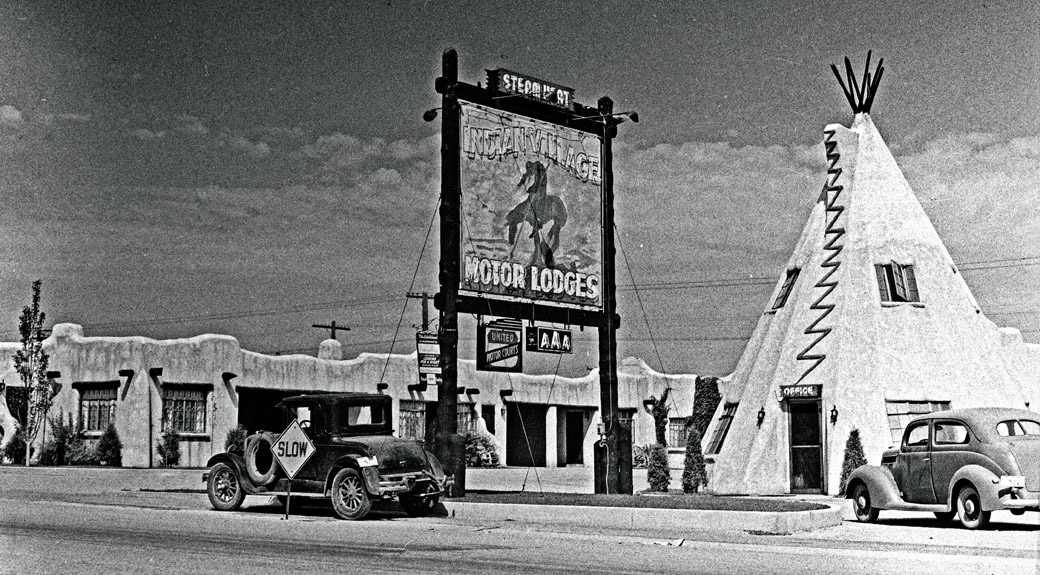
Cheyenne Indian Village Motel (1941)
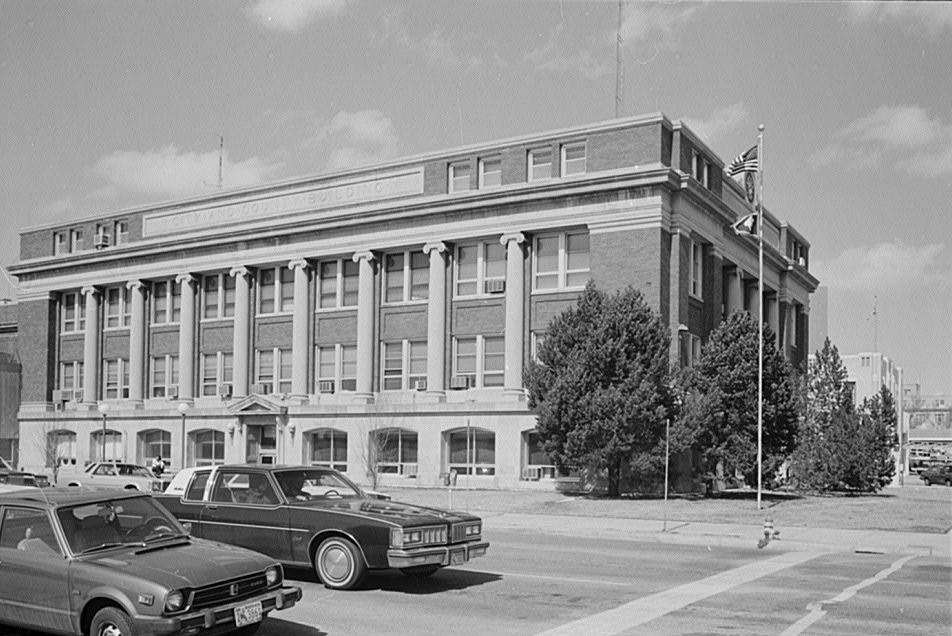
A városháza 1981 nyarán
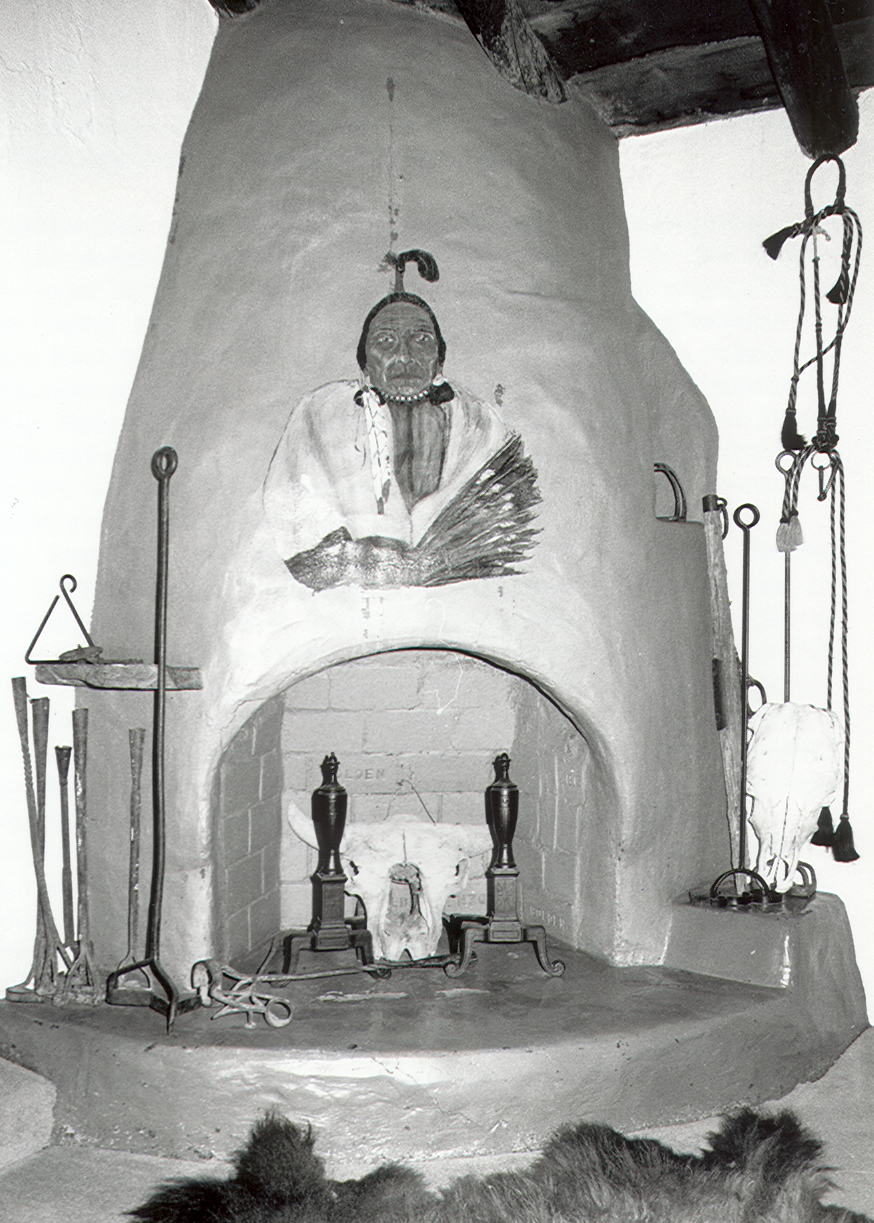
Régi indián tűzrakóhely
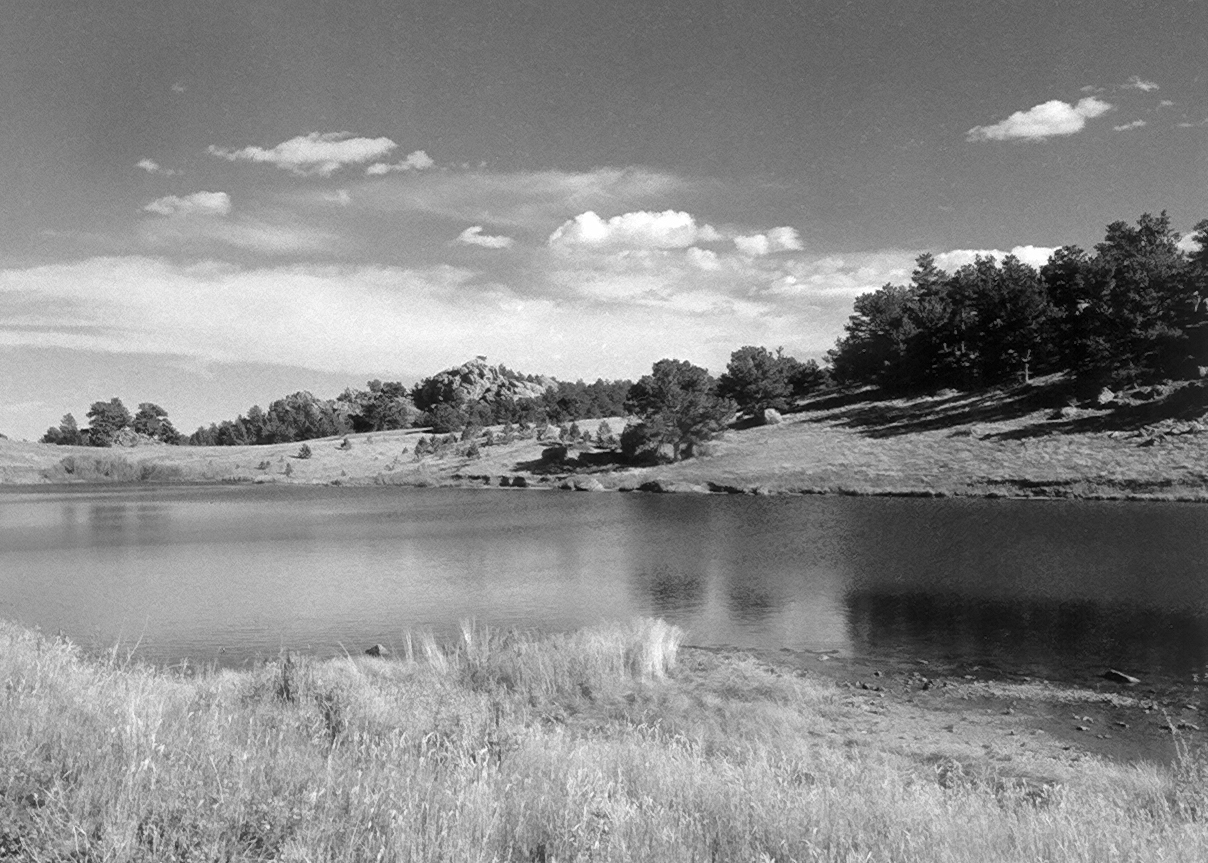
Remount ranch (a legrégibb még ma is működő ranch
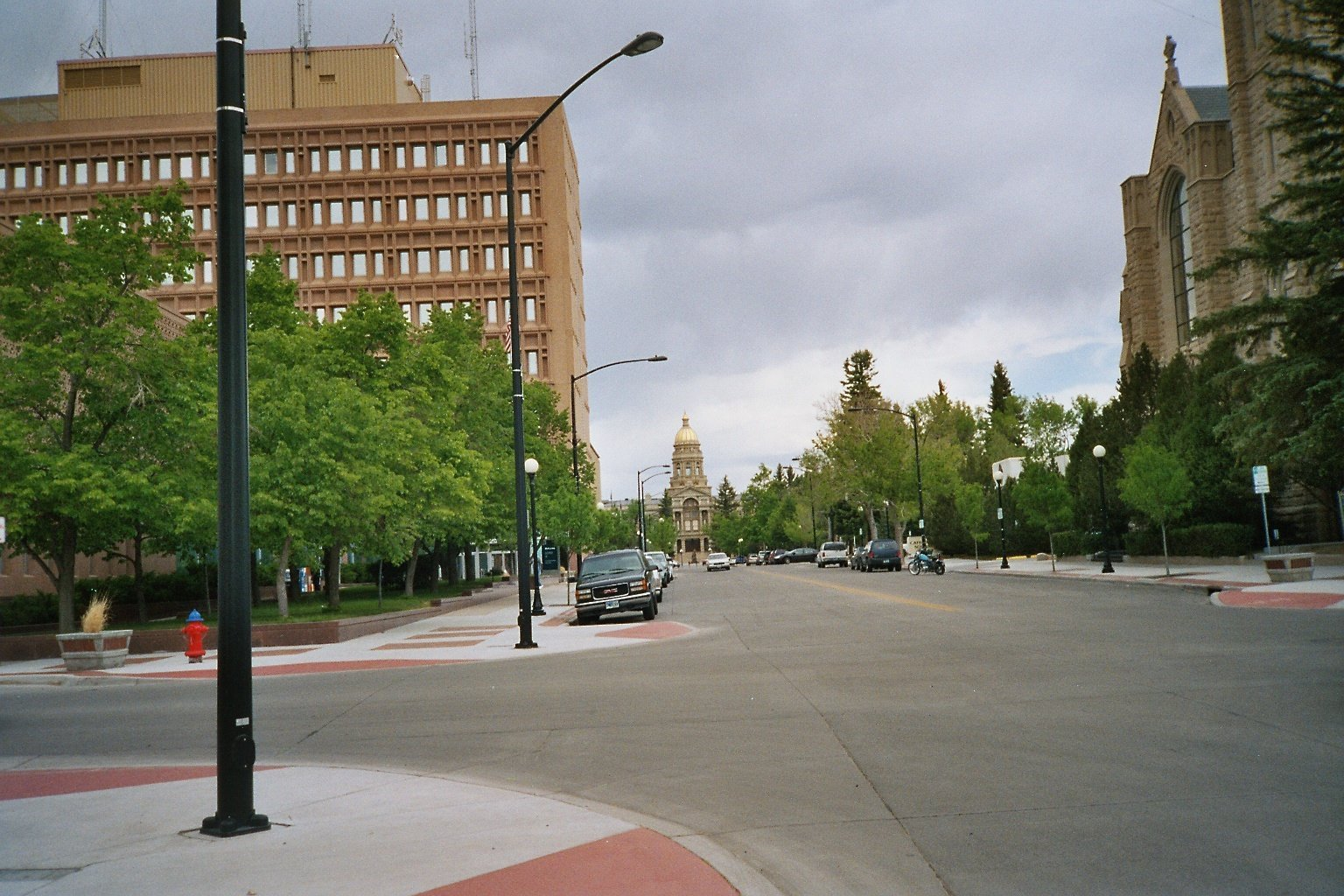
A Capitol Avenue (háttérben a Kapitólium)
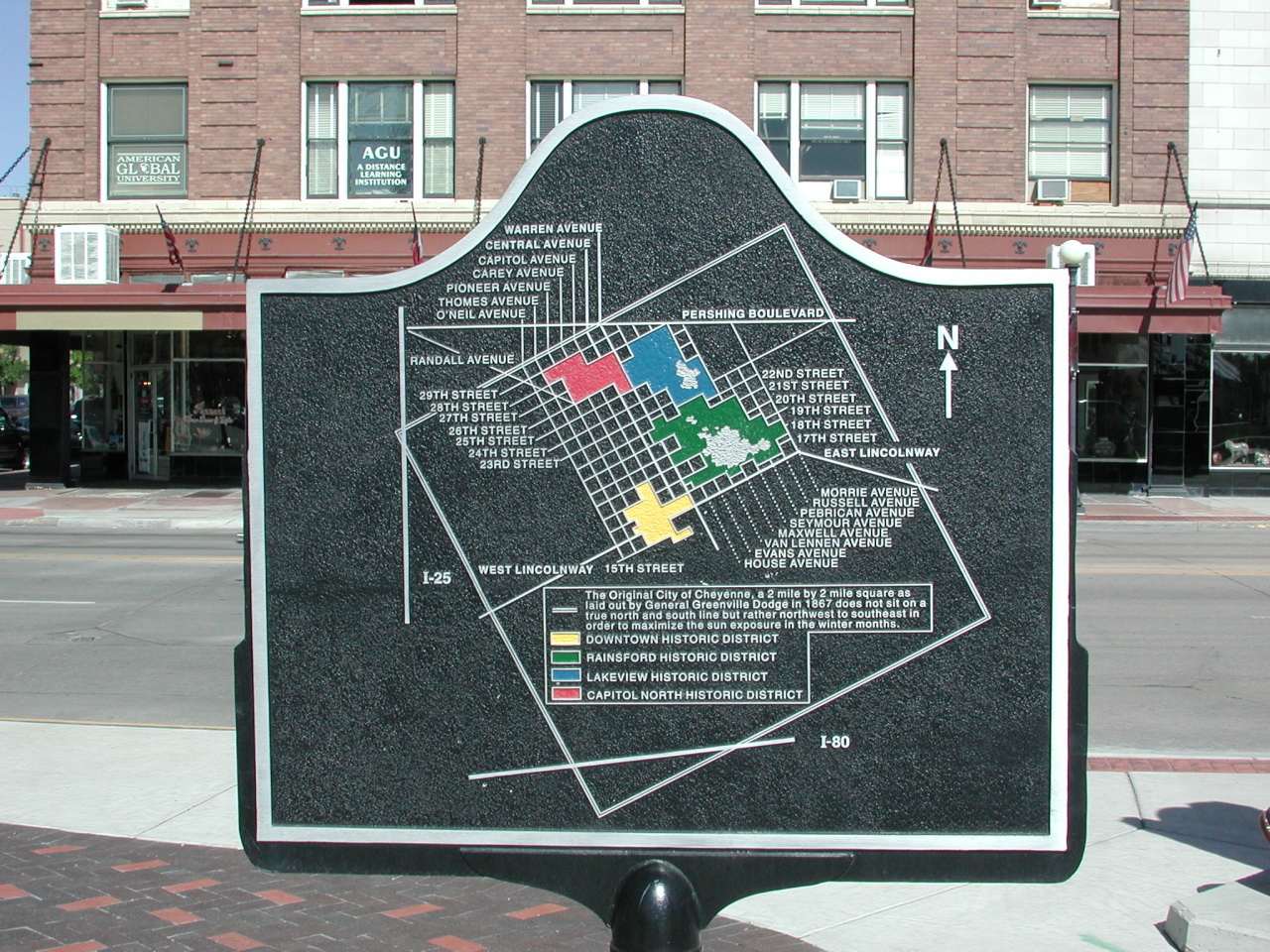
Turista információstábla a belvárosban
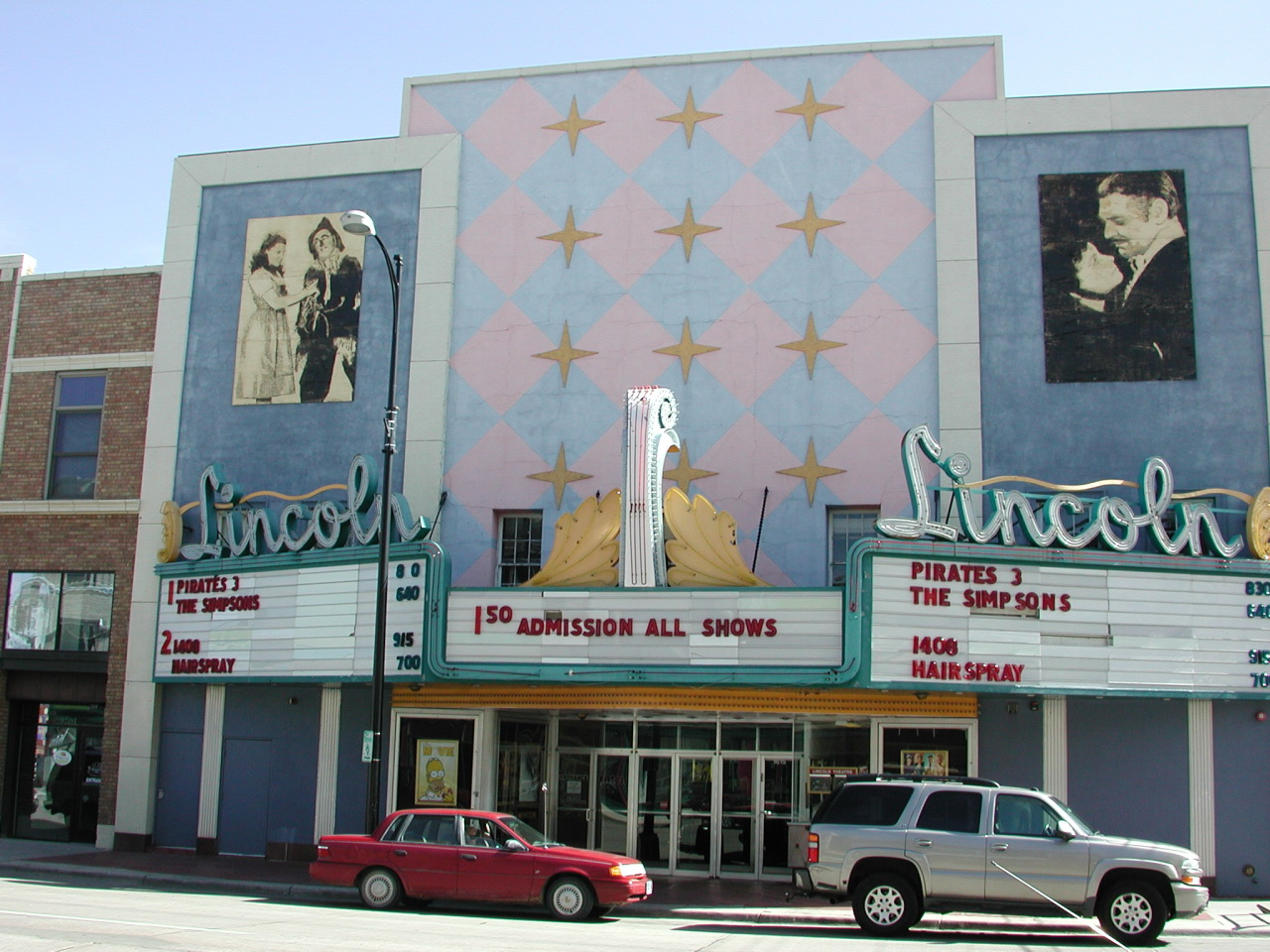
A Lincoln Színház
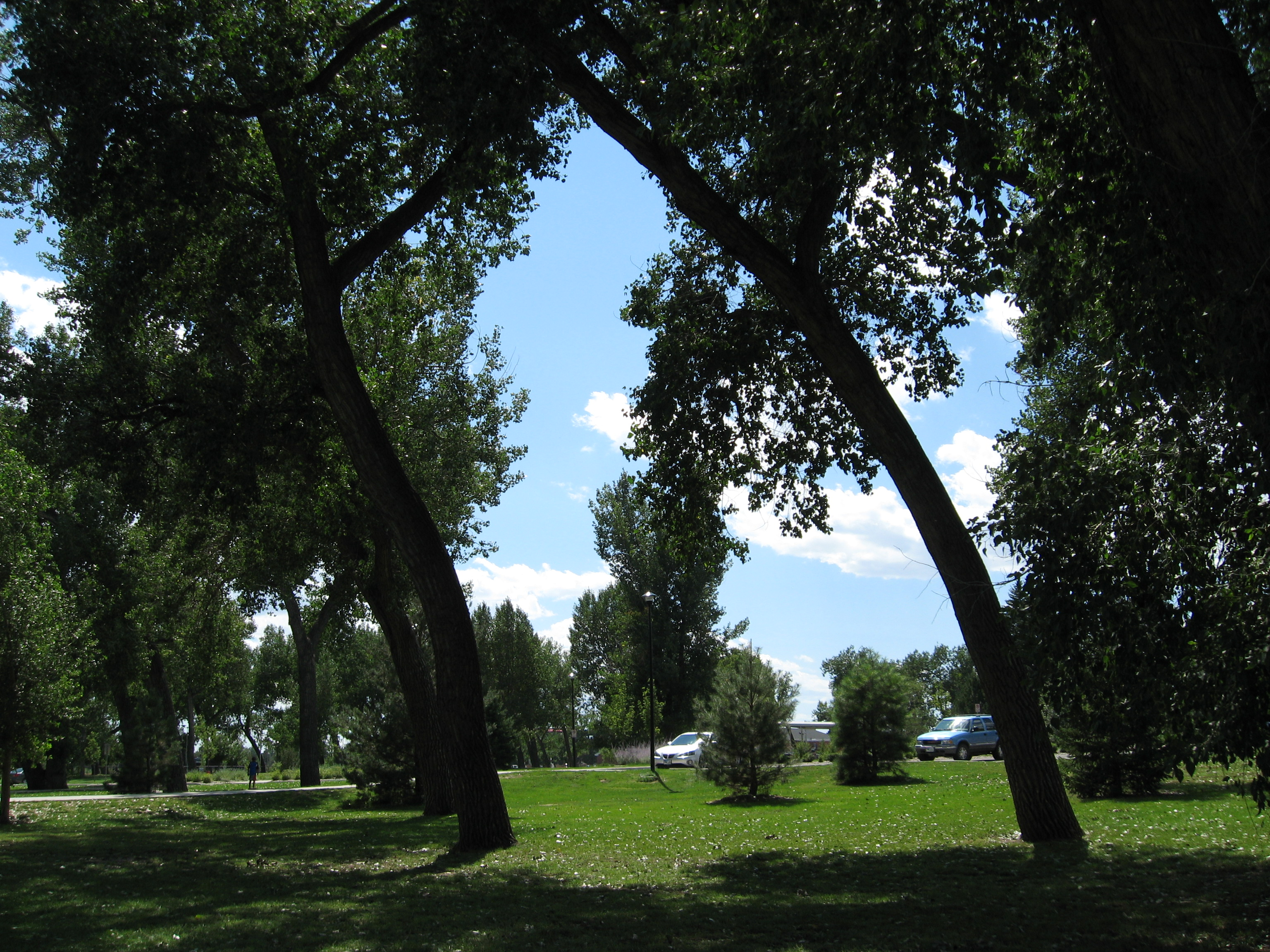
Az Oroszlánok Parkja
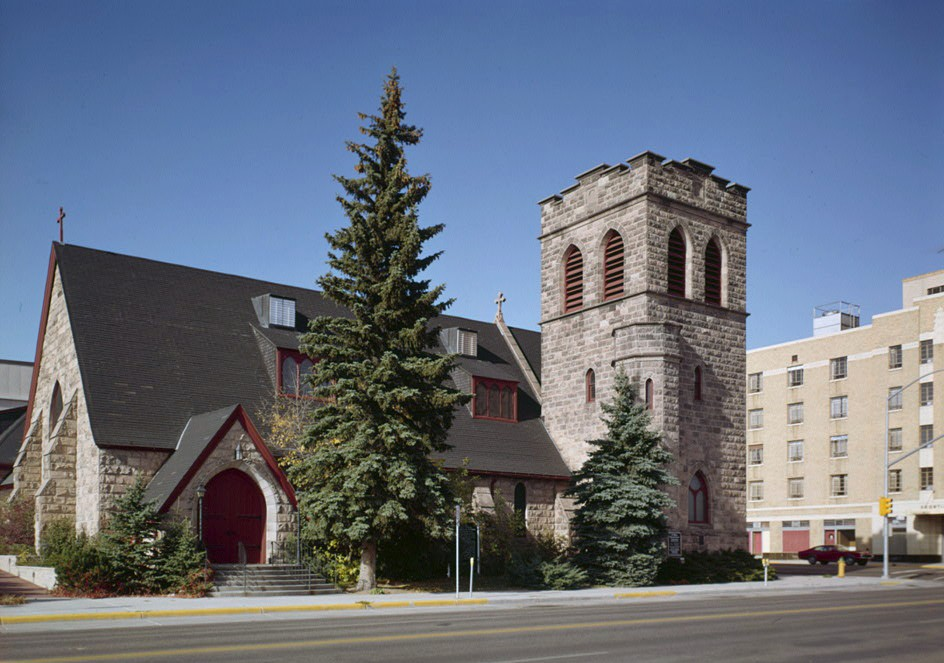
A Szent Márk templom
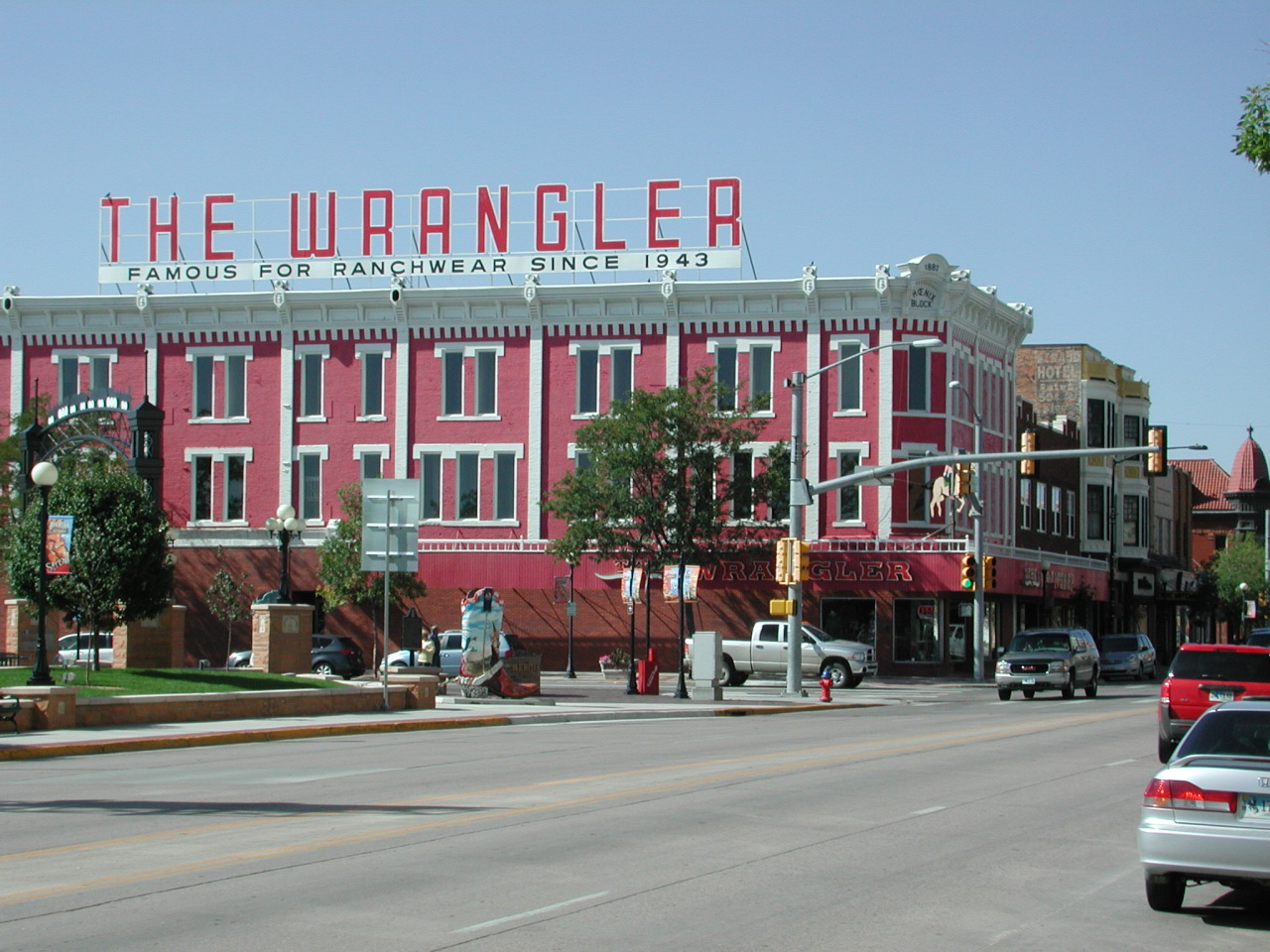
A The Wrangler központi épület
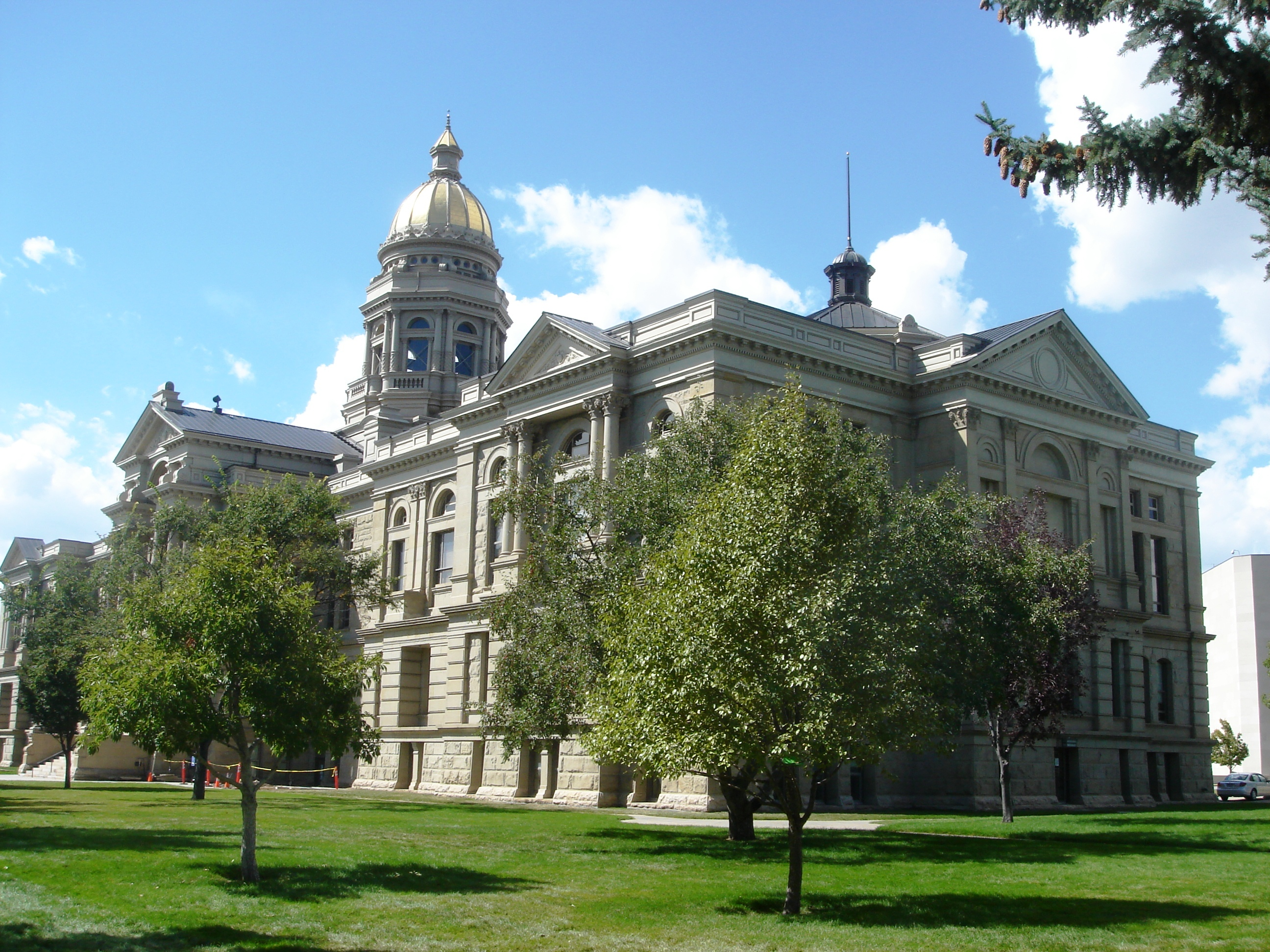
A Kapitólium
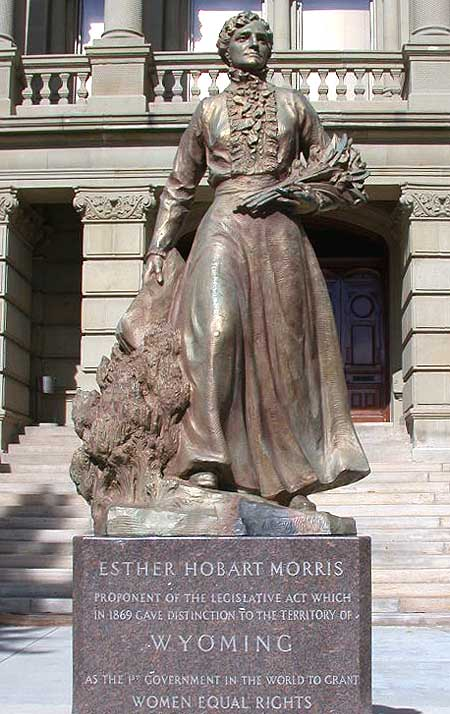
Esther Hobart Morris szobra a Kapitólium előtt